# Abraxas adilluminata
Abraxas adilluminata är en fjärilsart som beskrevs av Inoue 1984. Abraxas adilluminata ingår i släktet Abraxas och familjen mätare. Inga underarter finns listade i Catalogue of Life.

## Bildgalleri

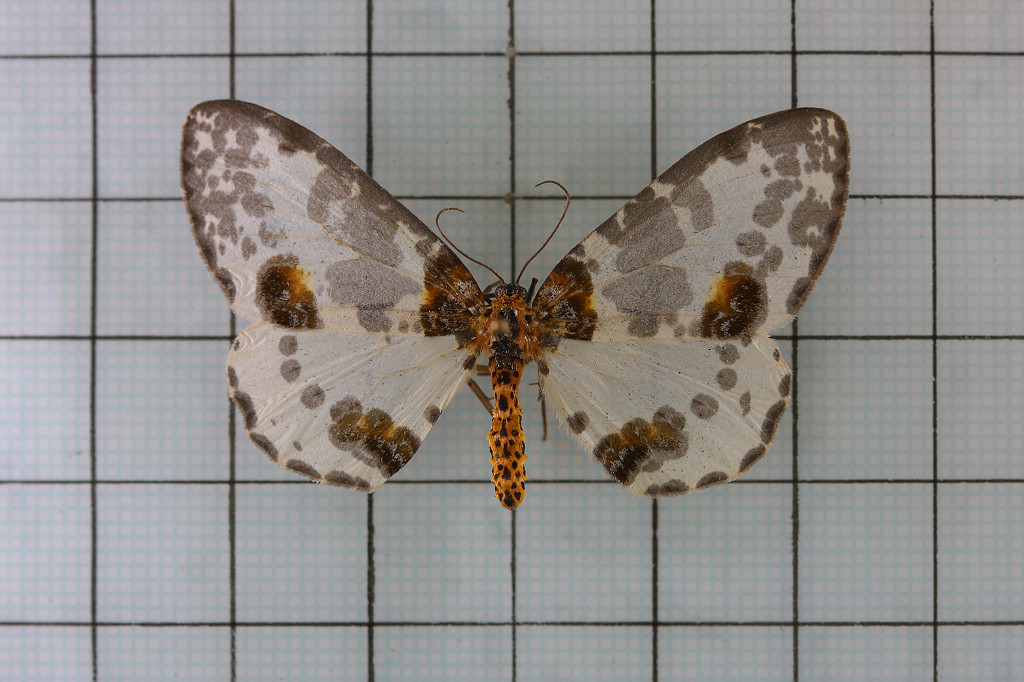